# Loki (Marvel Comics)
Loki Laufeyson (lett. "Loki figlio di Laufey") è un personaggio dei fumetti creato da Stan Lee, Larry Lieber (testi) e Jack Kirby (disegni), pubblicato dalla Marvel Comics. La sua prima apparizione avviene in Journey into Mystery (vol. 1) n. 85 (ottobre 1962).
Ispirato all'omonima divinità della mitologia norrena, Loki, noto come il "Dio dell'inganno" (God of Mischief) o il "Dio delle malefatte" (God of Lies), è uno dei più famigerati e temibili supercriminali dell'Universo Marvel, figlio adottivo di Odino, nonché fratello adottivo di Thor. Tirannico e assetato di potere, nel corso della sua vita editoriale Loki ha spesso complottato contro il regno di Asgard per usurparne il trono sebbene, con il tempo, siano anche comparse sue versioni o reincarnazioni più benevole e ambigue.
Nella classifica stilata nel 2009 da IGN si è posizionato all'8º posto come più grande cattivo nella storia dei fumetti.

## Storia editoriale
Prima del debutto del personaggio il nome "Loki" era già stato usato dalla Timely Comics per l'antagonista di Venus (vol. 1) n. 6 (agosto 1949), in cui, oltre ad avere un aspetto completamente diverso (capelli rossi e vestito fucsia) è un dio dell'Olimpo esiliato nell'Ade, dove regna similmente all'immagine classica del diavolo. Al fine di diffondervi il chaos, Loki convince Jupiter a lasciarlo libero sulla Terra come consentito a Venus ma l'eroina, pur di ostacolarlo, gli si offre in pegno a patto che desista; commosso da tutto ciò, Jupiter scioglie tale patto e rispedisce Loki nell'Ade. In seguito a tale pubblicazione, il dio infernale non ha ulteriori apparizioni e, nonostante molti personaggi appartenenti alla scuderia Timely Comics siano stati successivamente introdotti anche nell'Universo Marvel, il Loki comparso per la prima volta su Journey into Mystery (vol. 1) n. 85 (ottobre 1962) a opera del team creativo costituito da Lee, Lieber e Kirby non ha nulla a che vedere con il suddetto omonimo.
In qualità di arcinemico di Thor, Loki è sempre comparso in tutte le testate dedicate a quest'ultimo, imperversando anche nelle vesti di antagonista per i Vendicatori, gli X-Men, l'Uomo Ragno e i Difensori. La sua prima miniserie a sé stante, Loki, viene pubblicata tra il 2004 e il 2010. Successivamente, nel momento in cui la serie di Thor torna per la seconda volta a chiamarsi Journey into Mystery, Loki, reincarnatosi in una versione infantile, riveste brevemente il ruolo di protagonista per poi unirsi alle file dei Giovani Vendicatori riottenendo poco dopo un aspetto più adulto.
Nel 2014 viene pubblicata una seconda serie dedicata al personaggio, Loki: Agent of Asgard che, tra le altre cose, ne esplora la bisessualità. Nel 2016 viene pubblicata una nuova serie dedicata al Dio degli Inganni, Vote Loki, scritta da Christopher Hastings e disegnata da Langdon Foss, che vede il personaggio candidarsi alle elezioni presidenziali statunitensi.

## Biografia del personaggio

### Origini
Nato a Jotunheim, dal re dei Giganti di Ghiaccio Laufey e da sua moglie Farbauti, Loki, piccolo e minuto per gli standard della sua specie, è causa di profonda vergogna per il padre che, dunque, lo aveva vigliaccamente abbandonato a morire appena nato. Durante la guerra tra Jotunheim e Asgard Laufey viene ucciso in duello da Odino che grazie ai suoi sensi cosmici si accorge del bambino abbandonato. Piuttosto che lasciarlo morire come gli altri asgardiani consigliavano, Odino decise di adottare Loki e di crescerlo come proprio figlio al fianco del suo vero figlio Thor. Fece inoltre divieto di rivelare al bambino della sua vera natura affinché non si sentisse mai emarginato.
Nonostante Odino lo amasse senza distinzione di carne o sangue, tutti gli altri asgardiani, vedendolo come un mostro nemico (pur non potendo dirlo apertamente a causa dell'ordine del re), trattano Loki con pregiudizio e disprezzo, anche perché la loro società esalta e rispetta solo la forza di spada e il valore in battaglia, doti che egli non riuscì mai a conquistare a causa della sua debolezza fisica. Al contrario il fratello adottivo Thor, figlio biologico di Odino, avendo ereditato la forza e i portamenti nobili della sua stirpe, eccelle in ogni cosa ed è amato da tutti, motivo per il quale Loki cresce invidiandolo e odiandolo nonostante, a conti fatti, questi fosse il suo unico amico. Quando erano giovani, Thor e Loki erano molto uniti e il dio del tuono proteggeva sempre il fratello ma più Thor cresceva e più veniva messo dagli altri asgardiani in condizioni di disprezzare e prendersi gioco del fratello (questa fu anche la causa della nascita dell'arroganza di Thor che Odino in seguito punirà con l'esilio). Secondo Loki è per questo che è diventato arcinemico di Thor: perché ha smesso di amarlo.
Con gli anni, allo scopo di eguagliare il fratello maggiore adottivo (anche se per un periodo in Ultimate Spider-Man nell’episodio 12 della seconda stagione grazie alla magia della Pietra delle Norme Loki diventa il primogenito), Loki sopperisce allo svantaggio fisico dedicandosi allo studio della magia, verso la quale è incredibilmente portato. La rottura definitiva tra Loki e la sua famiglia adottiva avviene il giorno in cui Thor riesce a sollevare Mjolnir divenendo di conseguenza il legittimo erede al trono. Di lì a poco Loki scopre anche le sue vere origini e non riesce a sopportarlo. Credendosi ingannato da Odino affoga nel rancore e scappa di casa. In assenza di Loki Thor peggiorerà ulteriormente diventando il crudele e avido guerriero che il padre sarà costretto a trasformare in mortale.
Andatosene da Asgard Loki diviene un discepolo del potente stregone Eldred, da cui impara la magia. Malgrado il divieto del maestro Loki inizia a studiare anche le arti oscure e la magia nera fino a evocare lo spirito di Surtur, il più potente e terribile nemico di Asgard. È allora che Loki stringe definitivamente il suo patto con le tenebre uccidendo il maestro come prima vittima. Con il tempo la sua fama di "Dio del Male" si diffonde per tutti i Nove Mondi e gli viene attribuita la paternità delle creature più temute: il gigantesco e vorace lupo cosmico Fenris, il gigantesco Serpente di Midgard Jormungand e la dea dei morti Hela; tutti partoriti da lui stesso dopo avere mangiato il cuore della gigantessa Angerboda, sebbene non vi sia conferma della veridicità di tali storie.

### Scontri con gli eroi della Terra
Incatenato a un albero incantato per espiare i suoi peccati Loki riesce a liberarsi e a fuggire raggirando Heimdall; dopodiché, saputo che il fratello adottivo è stato bandito sulla Terra, vi si reca per affrontarlo, non riuscendo però a sopraffarlo fisicamente si serve soprattutto di sotterfugi e sicari potenziati attraverso la magia fino a manipolare Hulk attraverso una serie di illusioni per costringerlo a scontrarsi con Thor, prima che la situazione degeneri Rick Jones invia una richiesta d'aiuto che viene intercettata da Iron Man, Ant-Man e Wasp i quali corrono in soccorso dell'asgardiano e liberano Hulk costringendo Loki alla ritirata. Terminata tale battaglia i cinque eroi, resisi conto dell'ottimo lavoro di squadra, formano i Vendicatori. Da allora, Loki si tormenta ritenendosi responsabile della nascita del gruppo.
Stanco dei fallimenti altrui Loki rapisce Jane Foster e la intrappola in un'altra dimensione per attirare in trappola l'odiato fratello adottivo, tuttavia il Dottor Strange riesce a salvare l'infermiera e Loki, sconfitto, torna a servirsi degli altri aumentando i poteri di Cobra e Mister Hyde perché affrontino Thor. Fallito anche tale tentativo conferisce i poteri all'Uomo Assorbente e rinviene l'armatura del Distruttore tuttavia nessuno di questi espedienti va in porto e, dopo l'ennesima battaglia con padre e fratello adottivo, Loki viene esiliato nello spazio.
Loki, fatto ritorno ad Asgard, viene privato dei suoi poteri e esiliato sulla Terra ma, in seguito, li recupera grazie all'aiuto di Karnilla dando tra l'altro origine al Demolitore, dopodiché si insedia sul trono di Asgard approfittando del "Sonno di Odino" ma, nel momento in cui il regno è invaso da Mangog è costretto a fuggire. Riesce in seguito a rimpossessarsi di Asgard durante un periodo d'assenza di Odino ma, in seguito all'invasione del demone Surtur, si vede nuovamente costretto a fuggire. Dopo avere provato di nuovo ad assassinare il fratello adottivo si allea con Tyr e tenta l'ennesima invasione di Asgard, senza risultati.
Nonostante il suo odio per la famiglia adottiva e per gli asgardiani in generale, durante la massiva invasione dei demoni di Surtur, sebbene affermi di combattere solo per sé stesso, Loki si schiera in difesa del regno. Qualche tempo dopo trasforma temporaneamente Thor in una rana e si presenta agli X-Men e a Alpha Flight promettendo, come parte di un macchinoso piano per dimostrare il suo valore alle entità chiamate "Coloro che Siedono nell'Ombra", di esaudire qualsiasi loro desiderio per esempio dare a Puck un corpo normale o a Rogue la facoltà di toccare gli altri senza ferirli, tuttavia gli eroi rinunciano a tali doni poiché, in cambio, li avrebbe privati della capacità di creare o immaginare e, dunque, della loro umanità.
Successivamente Loki manipola un'immensa quantità di supercriminali e li manda tutti contemporaneamente contro le forze congiunte di Vendicatori e Vendicatori della Costa Ovest. Una volta rivelatosi essere dietro a tutto ciò, Loki viene ucciso dal fratello adottivo. Salvo poi tornare in vita a causa di un'alterazione temporale.

### Ragnarök e ritorno
Quando la potente maga del chaos Morwen si impadronisce del corpo di Tess Black (figlia di Loki e di una mortale) e si reca sulla Terra al fine di distruggerla, Loki si allea con l'Uomo Ragno per liberarla e scongiurare il pericolo, ammettendo, a fine avventura, di ritenersi in debito con l'arrampicamuri e che, come tutti gli dei e demoni asgardiani, non decide il proprio destino ma è una semplice pedina del fato: non fa del male perché gli piace ma perché non può fare altro.
Non molto tempo dopo, Loki ritrova lo stampo di Mjolnir, il nucleo di una stella, e se ne serve per costruire innumerevoli altri martelli magici con cui armare un esercito per marciare su Asgard, distruggere Nidavellir, la terra dei Nani, e dare inizio a Ragnarǫk affrontando l'odiato fratello adottivo Thor sulla cima dell'Albero della Vita (Yggdrasill). La battaglia tra i due vede Loki sconfitto e decapitato, ma ciò non serve a impedire la fine di Asgard e il crepuscolo degli dei.
Diversi anni dopo Ragnarök, Thor riemerge dal vuoto e si prodiga a ripristinare tutti gli asgardiani, reincarnatisi in corpi mortali. Loki, a sua volta risorto, risiede a Latveria in qualità di alleato del Dottor Destino e ha un nuovo corpo femminile identico a quello di Sif, a cui lo ha infatti sottratto imprigionando lo spirito della bella guerriera all'interno di un'anziana malata terminale. Con le sue nuove fattezze la "Dea delle Malefatte" avvicina Balder e insinua nel suo cuore sempre più dubbi sull'operato di Thor dando inizio a una serie di macchinazioni che portano il "Dio del Tuono" a venire esiliato dalla ripristinata Asgard e Balder a divenire il nuovo re.
Nel corso dell'invasione segreta degli Skrull, Loki continua a manipolare Balder e ingannare gli asgardiani tentando invano di convincerli che Beta Ray Bill fosse una spia degli alieni mutaforma. Con l'avvento del regno oscuro di Norman Osborn, Loki entra a fare parte della Cabala (una sorta di versione malvagia degli Illuminati) assieme al Dottor Destino, Hood, Namor il Sub-Mariner, Emma Frost e lo stesso Osborn. Dunque persuade Balder a fare migrare gli asgardiani a Latveria sebbene, non appena emerge che Destino si serve di tali ospiti per svolgere degli esperimenti, essi fanno ritorno a Broxton, Oklahoma, dove Thor aveva precedentemente ricreato il regno.
Contemporaneamente assume in segreto le sembianze dell'allora scomparsa Scarlet e assume la guida dei Potenti Vendicatori facendo il doppio gioco contro Osborn per potere prendere usurpare il ruolo. Preoccupata dall'eventualità che Quicksilver o Stature scoprano il suo inganno, Loki ordisce un intricato piano per ucciderli ma viene smascherata da Ronin e costretta alla fuga.
Dopo che la forma divina di Sif viene ripristinata, anche Loki ritorna al suo aspetto originale.

### Assedio
Sfruttando il suo talento di manipolatore, Loki persuade Norman Osborn ad attaccare Asgard in quanto ultimo ostacolo per l'ascesa al potere; in una sorta di contorto doppio gioco, l'ingannatore imprigiona Heimdall affinché non riferisca dell'assalto imminente salvo poi riferirlo personalmente a Balder. Nonostante venga smascherato e bandito da Asgard, le sue azioni portano all'inizio dell'assedio.
Parallelamente a tutto ciò, Loki stringe un accordo con Hela e Mefisto ottenendo di essere cancellato dal "Libro di Hel", cosa che, di fatto, cancella ogni suo passato peccato, conferendogli libertà assoluta da lì in poi. Quando le forze congiunte di Nuovi Vendicatori, Giovani Vendicatori e Secret Warriors corrono in soccorso degli asgardiani affrontando gli Oscuri Vendicatori, il piano di Loki gli si ritorce contro poiché l'arma segreta di Osborn, Sentry, scatena il mostro dentro di sé: Void, il quale causa la distruzione pressoché totale di Asgard. Pentito, Loki, il cui intento non è mai stato rovinare Thor o distruggere il regno ma solo governarlo, tenta di aiutare gli eroi potenziandoli con la magia delle Pietre delle Norne ma Void, accortosi della sua intrusione, lo assale dilaniandolo. Come ultime parole in punte di morte, Loki chiede perdono al fratello adottivo, che, per tutta risposta, lo vendica uccidendo Void.

### Reincarnazione
Colpito dal gesto di bontà compiuto da Loki nei suoi ultimi istanti di vita, Thor, conscio che l'essersi fatto cancellare dal "Libro di Hel" permetta al fratello adottivo di ingannare la morte, si reca alla sua ricerca senza farsi notare dagli altri Æsir; ritrovandolo a Parigi, Francia, sotto le spoglie umane di un ragazzino borseggiatore e cartomante di nome Serrure (dal francese: "serratura", in inglese: "lock", simile al nome "Loki"), dopo un breve inseguimento, Thor lo convince a seguirlo ad Asgard, dove gli ridona i poteri divini, pur mantenendo un aspetto infantile. Nonostante il nuovo Loki non ricordi nulla del suo passato, ancora una volta gli asgardiani, e in particolare Odino, lo trattano con timore e diffidenza accusandolo di essere un traditore per via delle azioni della sua precedente incarnazione.
Poco dopo il suo ritorno ad Asgard il nuovo Loki viene visitato da una gazza che gli lascia una misteriosa chiave, tale artefatto lo porta a compiere un viaggio mistico al termine del quale incontra la vecchia versione di sé stesso, che, dopo avergli rivelato di avere scelto di morire poiché stanco di vivere, si offre di rimanere al suo fianco in forma di gazza facendogli da guida spirituale e venendo chiamato "Ikol". Terminata tale esperienza, il giovane Loki fa ritorno ad Asgard scoprendo dell'imminente Guerra del Serpente, cui prende parte architettando un complesso piano volto a suggellare una temporanea alleanza con le forze di Hela dando luogo a una coalizione con Tyr (generale della "Dea della Morte"), quattro Dísir (Valchirie cadute mangia-anime) e il Distruttore. Dopo la morte di Thor nella battaglia finale con il Serpente, il giovane Loki e Silver Surfer riparano Mjolnir permettendogli di resuscitare.
In seguito tuttavia, il giovane Loki scopre che durante la missione svolta nel regno dei morti la sua esistenza è rimasta legata a un artefatto che consentirebbe a Mefisto di dominare il mondo. Ciò fa parte di una macchinazione di "Ikol" per costringere la sua reincarnazione a cedergli il controllo del suo corpo in quanto il solo modo per distruggere l'artefatto è che Loki "cessi d'esistere": con la cancellazione della coscienza del giovane Loki tale condizione viene esaudita mentre "Ikol", occupato il corpo lasciato vuoto dal ragazzino, torna a essere Loki.
Al fine di recuperare i poteri magici perduti reincarnandosi, Loki si allea con un parassita interdimensionale e gli fa attaccare i Giovani Vendicatori per poi giungere in loro soccorso convincendo Wiccan a cedergli temporaneamente i suoi poteri permettendogli di riottenere un corpo più adulto recuperando così i propri. Aiutato il team a neutralizzare la minaccia, Loki rivela loro di averli manipolati e, sopraffatto dal senso di colpa per tutto ciò e per avere "ucciso" il sé stesso bambino, si teletrasporta via.

### Agente di Asgard
Desideroso di redenzione, Loki inizia a svolgere varie missioni sulla Terra per conto delle "Madri di Tutti" (All Mother), ossia Freiya, Gea e Idunn, il nuovo triumvirato regnante ad Asgard, ora nota come Asgardia. Nel corso dei suoi incarichi, Loki fa amicizia con Verity Willis, una mortale dai limitati poteri magici capace di vedere oltre ogni inganno. Successivamente però, Loki scopre che le "Madri di Tutti" lo stanno manipolando in accordo con una sua versione malvagia venuta dal futuro, Re Loki, poiché conosce che se il suo destino cambiasse potrebbe cambiare anche quello di Asgardia; furioso Loki smette di lavorare per loro e si reca sulla Terra per assistere nella battaglia contro Onslaught Rosso subendo gli effetti di un incantesimo fallimentare di Scarlet che inverte la sua bussola morale; divenuto buono (seppur comunque presuntuoso e sleale) Loki affronta il fratello adottivo, reso malvagio dall'incantesimo, in una battaglia rivelandosi addirittura degno di brandire Mjolnir, almeno finché gli effetti dell'inversione non vengono annullati riportando supereroi e supercriminali alla moralità originaria.
Temporaneamente incapace di mentire a causa di un effetto collaterale della re-inversione Loki confessa involontariamente al fratello di avere assassinato la versione bambina di sé, motivo per cui quest'ultimo lo conduce ad Asgardia affinché venga adeguatamente processato e punito. L'intervento della madre adottiva Freiya fa in modo che Loki sia semplicemente esiliato sulla Terra, dove viene tuttavia nuovamente avvicinato da Re Loki che lo mette al corrente del suo inevitabile destino di distruttore della Terra e della sua impossibilità di redenzione. Ascoltato ciò, Loki ha una sorta di dibattito metafisico con la sua versione originale e quella bambina dove conclude che gli "inganni" non siano che "storie", dopodiché, apparentemente, si consuma e muore salvo ricomparire mesi dopo definendosi "Dio delle Storie" (God of Stories).

### Nuovissimo Universo Marvel
Con la rinascita del multiverso e lo scoppio di una guerra tra i Dieci Regni a causa di Malekith, Loki viene incaricato di infiltrarsi nel Concilio Oscuro di quest'ultimo per conto di Asgard, missione nel corso della quale arriva a pugnalare e quasi uccidere la madre adottiva Frigga pur di dimostrare la sua fedeltà e salvaguardare la sua copertura.

## Poteri e abilità
Loki è un membro della razza dei Giganti di Ghiaccio di Jotunheim, sebbene non sia un gigante di statura a causa di un difetto genetico, e possiede i poteri comuni a tutti gli esponenti della sua specie (eccetto la criocinesi), come forza, resistenza, velocità e durata sovrumane, rendendolo più forte e resistente della media degli asgardiani: è infatti in grado di sollevare 50 tonnellate, ha distrutto un enorme edificio con un solo pugno e, sebbene solo sul piano magico, potrebbe in teoria aumentare la sua forza tramite la magia, anche se con effetti temporanei. Come per gli asgardiani, i suoi tessuti sono 3 volte più densi degli umani, rendendolo in grado di reggere proiettili di grosso calibro, cadute da grandi altezze, raggi di energia e ogni altro colpo che sarebbe fatale per un normale essere umano. Ha incassato i raggi di energia degli anelli del Mandarino e i colpi dell'Uomo Ragno senza battere ciglio. La sua longevità è quasi illimitata e, raggiunta la maturità, il suo invecchiamento si è praticamente cristallizzato, inoltre non può morire se non venendo ucciso ed è completamente immune ai danni provocati dalle basse temperature (come ipotermia o congelamento).
Loki possiede un'intelligenza straordinaria e una vasta formazione nella magia, insieme alla sua capacità di manipolare le forze magiche per una varietà di scopi. Ha un intelletto brillante, con una certa conoscenza della tecnologia, come illustrato dal momento in cui creò una macchina per amplificare i poteri dell'Uomo Ghiaccio, e quando attaccò dispositivi alla spada di Twilight per attingere ai suoi poteri. In qualità di "Dio dell'Inganno e delle Malefatte", Loki è un esperto manipolatore e intrigante, che usa spesso pedine nei suoi piani, in quanto capace di convincere praticamente chiunque, tramite l'inganno, a fare qualsiasi cosa desideri. Oltre a tutto ciò Loki è un combattente tanto abile da sconfiggere Eric Masterson in un colpo solo e dispone di una superba competenza nella lotta con le armi bianche.
La caratteristica distintiva di Loki sono tuttavia i suoi immensi poteri magici, pari, se non superiori, a quelli di Scarlet e Karnilla. Tramite i suoi poteri Loki si è dimostrato in grado di creare campi di forza, divenire intangibile, proiettare la sua forma astrale, levitare, rendersi invisibile, emettere energia, ipnotizzare qualsiasi essere vivente, teletrasportarsi tra le dimensioni, viaggiare nel tempo, creare illusioni capaci di raggirare anche un'intera città, trasformare oggetti o dare loro vita. Loki è inoltre in grado di conferire superpoteri ad altri individui e ha praticato su sé stesso un incantesimo che ne ha aumentato vertiginosamente la resistenza rendendolo immune al tocco di Rogue alla tecnologia di Controller e capace di liberarsi dalle grinfie di Apocalisse.
Loki è inoltre un mutaforma capace sia di modificare le proprie dimensioni che di assumere le sembianze di qualsiasi altro essere vivente; non necessariamente tuttavia tale processo gli permette di ottenere anche le abilità della creatura (o persona) in cui si è trasformato, a eccezione di alcune capacità naturali come per esempio il volo in forma d'uccello o di drago. Dopo la sua rinascita, tale abilità si è notevolmente indebolita lasciandolo in grado di mutare sesso o specie ma non di assumere le sembianze di qualcun altro.
Dopo avere fatto cancellare il proprio nome dal "Libro di Hel" Loki ha inoltre ottenuto di potere permanentemente ingannare la morte reincarnandosi in una nuova forma ogni volta che viene ucciso.

## Altre versioni

### 2099
Nel futuro di Marvel 2099 gli asgardiani hanno cessato di esistere ma intorno a loro si è creato un culto tanto vasto da spingere la società senza scrupoli nota come Alchemax a creare un programma di realtà virtuale chiamato Valhalla. Uno degli scienziati messi a lavorare sul progetto, Jordan Boone, assetato di potere, vi si connette trasformandosi in Loki ma mantenendo la propria personalità e, successivamente, si coalizza con Destino, Krystalin, Bloodhawk, Timothy Fitzgerald e Meanstreak per sconfiggere le versioni Alchemax di Heimdall e Thor. Successivamente assume l'identità di Halloween Jack e inizia una faida con la potente boss di Las Vegas Desdemona dopo che questa lo tortura accusandolo di avere barato al suo casinò.

### Guardiani della Galassia
Nella linea temporale dei Guardiani della Galassia, Loki è ancora in vita nel XXXI secolo e risiede sulla Luna. Messosi a capo di un esercito di assassini inumani assale Asgard venendo sconfitto dal nipote Woden Thorson e in seguito bandito nel Black Canyon.

### Loki Triumphant
Nella miniserie Loki Triumphant, incentrata su un'ipotetica sconfitta di Thor da parte di Loki, l'ingannatore, divenuto signore di Asgard, non viene più presentato come un tiranno assetato del sangue del fratello, ma come un individuo vittima di un destino che lo vuole sempre perdente e desideroso di essere accettato e amato nonostante la sua estraneità alla stirpe di Odino. Dai suoi ricordi emerge che Thor è stato spesso messo in condizione di odiarlo da coloro che gli erano intorno e da ciò nasce il suo desiderio inconfessato di riappacificarsi con il fratello adottivo, che decide di liberare dalla prigionia seppur consapevole che tornerà a combatterlo come sempre.

### Marvel Zombi
In Marvel Zombi, Loki viene sbranato dai Vendicatori zombie divenendo a sua volta un non morto.

### MC2
Nel futuro alternativo di MC2 Loki, alla guida di un'armata di troll, rapisce diversi superumani portandoli su Asgard per servirsi di loro al fine di conquistare il regno, il suo piano tuttavia fallisce nel momento in cui essi collaborano per affrontarlo costringendolo alla ritirata. Ironicamente, tale azione provoca la nascita degli A-Next (i Vendicatori della nuova generazione) similmente a come il suo intervento aveva, anni prima, portato alla nascita del gruppo originale. Desideroso di mettere fine definitivamente agli eroi tanto odiati, Loki li rapisce nuovamente, fa loro un lavaggio del cervello e li rispedisce sulla Terra affinché la distruggano, tuttavia Capitan America, Thor, Hulk e Spider-Girl mandano a monte i suoi piani decondizionando gli A-Next e sigillando in un limbo l'ingannatore che, però, riesce prima a uccidere Capitan America, il cui spirito si trasforma in una costellazione volta a ispirare le generazioni future. La figlia del "Dio degli Inganni", Sylene, giura in seguito di vendicare il padre.

### Rinascita degli Eroi
Nell'universo de La Rinascita degli Eroi, Loki, rinato in un universo privo di Asgard e di Odino, rintraccia la versione parallela del fratello adottivo spingendolo con l'inganno ad affrontare i Vendicatori venendo scoperto e sconfitto; successivamente si allea con l'Incantatrice al fine di traviare Scarlet scoprendo, contemporaneamente, di essere in grado di assorbire i poteri dei superumani per incrementare i propri. Dopo avere assorbito un quantitativo immenso di raggi gamma, divenendo gigantesco e quasi onnipotente, Loki viene affrontato dalle forze congiunte dei Vendicatori, dell'Incantatrice e di Agatha Harkness venendo disintegrato.

### Re Loki
Re Loki è una versione futura e malvagia del Loki reincarnato profondamente incattivito dal fatto che, anche dopo secoli di servizio come agente di Asgard, veniva comunque visto dai suoi abitanti come l'infido "Dio dell'Inganno e delle Malefatte" e trattato con disprezzo. Furioso e incattivito oltre ogni precedente, si reca sulla Terra e stermina la razza umana per poi iniziare una guerra con il fratello adottivo Re Thor; accortosi di non potere sconfiggere il nemico, tuttavia, decide di tornare indietro nel tempo per assassinarlo in un periodo in cui è più vulnerabile poiché incapace di brandire Mjolnir. Nonostante la sua linea temporale venga scongiurata quando il Loki reincarnato prende in mano il suo destino decidendo di non volere diventare come lui, Re Loki resta in circolazione determinato a realizzare i suoi piani.

### Terra X
Nella serie Terra X, Loki persuade il padre a tramutare Thor in una donna dicendogli che solo così potrà davvero imparare l'umiltà, dopodiché lancia un incantesimo sul Bifrǫst facendo sì che qualora il fratello adottivo facesse ritorno dal suo esilio, rimarrebbe bloccato ad Asgard e a lui verrebbe concesso di regnare sulla Terra. In tale versione Loki è il primo a scoprire che gli asgardiani sono in realtà degli alieni manipolati dai Celestiali affinché credano di essere gli dei nordici ma, quando lo racconta, non viene creduto e i suoi tentativi di convincere i suoi simili a opporsi alle entità cosmiche sono vani. Anni dopo, convinto Thor del dispotismo di Odino, si allea con lui e lo rovescia per poi entrare nei Vendicatori.

### Ultimate

Ultimate Loki, disegni di Carlos Pacheco

Nell'universo Ultimate Loki è figlio del re di Asgard Odino e della regina dei Giganti di Ghiaccio Farbauti. Geloso dei fratellastri Thor e Balder, si ribella uccidendo quest'ultimo e rubando le rune sacre di Odino al fine di scatenare il Ragnarǫk. Rifugiatosi sulla Terra, in Norvegia, nel 1939 assume l'identità del Barone Heinrich Zemo e riunisce dei soldati nazisti potenziandoli grazie alle rune e portandoli poi su Asgard, che rade al suolo assieme a loro e a un esercito di Giganti di Ghiaccio ma venendo intrappolato dal padre morente nella "Stanza senza Porte" (The Room With No Doors) da cui viene liberato decenni dopo da Helmutt, figlio del vero barone, che uccide in segno di gratitudine. Per vendicarsi dei due asgardiani rinati nell'era moderna (Thor e Balder) Loki si crea l'identità dello scienziato norvegese Gunnar Golmen, capo dell'Iniziativa di Difesa Europea (risposta dell'Unione europea agli Ultimates) dichiarando pubblicamente che suo fratello Thorlief (Thor) è un pazzo ossessionato dai miti nordici fuggito negli Stati Uniti dopo avere rubato una potente arma di sua creazione: Mjolnir. Unitosi ai Liberatori per puro divertimento, dopo la loro sconfitta rivela la sua vera identità e affronta gli Ultimates per scatenare la Terza Guerra Mondiale ma viene sconfitto da Thor e dalle rinate forze asgardiane, venendo in seguito imprigionato da Odino affinché paghi per i suoi crimini.
Anni dopo Loki evade, conferisce dei poteri ai Difensori e li manipola affinché attacchino gli Ultimates dando poi luogo a un'invasione di orchi, troll e draghi a New York. Al fine di fare soffrire il fratellastro, inoltre, trafigge la sua amata Valkyrie con una spada, sebbene questa sia poi rianimata da Hela e gli restituisca il favore uccidendolo. Successivamente resuscitato grazie a sue macchinazioni ignote, come ogni asgardiano eccetto Thor, Loki viene ucciso dai "Figli del Domani", seguaci di una folle versione futura di Reed Richards.

### Vecchio Logan
Nel futuro alternativo di Vecchio Logan Loki è uno dei pochi supercriminali a essere morto la notte in cui essi conquistarono il mondo con un attacco di massa a tutti i supereroi. Si ignora contro chi stesse combattendo, fatto sta che per tale scontro, avvenuto a Manhattan, si era ingigantito fino a raggiungere le dimensioni di un grattacielo e, dopo che gli è crollato addosso il Baxter Building, le sue dimensioni non si sono ridotte lasciando il suo gigantesco scheletro come monumento.

## Altri media

### Cinema

#### Marvel Cinematic Universe
Nel franchise del Marvel Cinematic Universe, Loki è interpretato da Tom Hiddleston, che per la performance ha vinto l'Empire Awards per il miglior debutto definendo il personaggio «una versione fumettistica di Edmund nel Re Lear, ma più crudele», ispirandosi alle performance di Peter O'Toole in Lawrence D'Arabia e Il leone d'inverno per interpretarlo e perdendo diversi chili al fine di darne una caratterizzazione magra, emaciata e completamente opposta a quella di Thor. I poteri di tale versione sono stati enormemente ridotti rispetto alla controparte cartacea, tanto da eseguire solo illusioni, e doti di mutaforma. Nel corso della storia subisce un notevole sviluppo, assumendo un ruolo più positivo da antieroe. Il personaggio è stato universalmente acclamato ed è considerato "uno dei personaggi più amati dell'MCU", con Hiddleston che ha ricevuto numerosi premi e riconoscimenti per la sua interpretazione. Nell'omonima serie appare anche una sua variante femminile interpretata da Sophia Di Martino chiamata Sylvie. Sempre nella serie viene confermato il suo essere gender fluid e bisessuale; ciò lo ha reso il primo personaggio dell'MCU a essere dichiaratamente LGBT.
- In Thor (2011) Loki è l'antagonista principale del film; in seguito all'esilio di Thor Loki sale al trono di Asgard ed escogita un piano che possa evitare l'arrivo di un'imminente guerra. Cerca, pertanto, di tenere Thor lontano da Asgard a qualsiasi costo, in modo che non possa interferire. Salva, inoltre, Odino da un attacco da lui stesso orchestrato, nel disperato tentativo di dimostrare al padre adottivo di potere essere degno del suo affetto e della sua stima, ma viene infine sconfitto in una lotta contro Thor, ritornato dalla Terra. Si getta nel vuoto dopo avere compreso che, nonostante i suoi tentativi, Odino non lo amerà mai come Loki desidererebbe. Il suo può essere dunque considerato un tentato suicidio in seguito a una forte crisi emotiva. Nell'ultima scena del film, tuttavia, lo si vede all'interno di un laboratorio dello S.H.I.E.L.D., mentre suggerisce allo scienziato Erik Selvig cosa dire in presenza di Nick Fury, facendo quindi intendere non solo che è in qualche modo sopravvissuto, ma che ha inoltre preso, almeno parzialmente, il controllo della mente del ricercatore. È interessante notare come lo stato in cui ci viene presentato Loki, in suddetta scena, non faccia pensare a una persona perfettamente in salute: è infatti possibile notare alcune cicatrici sulla sua fronte, così come alcuni denti macchiati di sangue - probabilmente il proprio.
- In The Avengers (2012) torna ancora come antagonista principale; si scopre che si è salvato e, alleatosi con Thanos, tenta di conquistare la Terra alla guida di un esercito dei Chitauri: per contrastarlo Thor e altri eroi terrestri si uniscono fondando gli Avengers[146].
- In Thor: The Dark World (2013) seppur riluttanti Loki e Thor collaborano per affrontare Malekith e vendicare la madre Frigga. Al termine del film il "Dio dell'Inganno" sopravvive a quella che si credeva sarebbe stata la sua morte e si sostituisce a Odino tramite una delle sue illusioni, in seguito al rifiuto da parte di Thor di ascendere al trono come nuovo re di Asgard.
- In Thor: Ragnarok (2017), dopo essere stato smascherato da Thor, aiuta quest'ultimo a rintracciare Odino, subito prima che questo muoia. I due fratelli, sconfitti da Hela, formano una squadra con Hulk e Valchiria per affrontarla nuovamente, tornando su Asgard e causandone la distruzione proprio per sconfiggere Hela, evacuando la popolazione mediante un'astronave.
- In Avengers: Infinity War (2018), dopo che la nave asgardiana viene intercettata da Thanos e l'Ordine Nero, che ne stermina l'equipaggio e tiene Thor in ostaggio, Loki è costretto a consegnargli il Tesseract (che aveva trafugato ad Asgard nel finale di Ragnarok); subito dopo, malgrado un disperato tentativo di uccidere il folle titano, viene ucciso da quest'ultimo.
- In Avengers: Endgame (2019), ricompare in un ruolo minore, mediante un viaggio nel tempo degli Avengers, al termine della battaglia di New York: a causa di una disattenzione degli Avengers venuti dal futuro, si impossessa casualmente del Tesseract e lo usa per fuggire, costringendo Iron Man e Captain America a tornare ulteriormente indietro nel tempo per recuperare la gemma negli anni '70.
- Nella scena dopo i titoli di coda del film Ant-Man and the Wasp: Quantumania (2023), assiste assieme a Mobius M. Mobius alla presentazione di un'invenzione di Victor Timely.

### Televisione

#### Marvel Cinematic Universe
- Il personaggio, nuovamente interpretato da Tom Hiddleston, ricompare in veste di protagonista nella serie televisiva Loki per il canale streaming Disney+. In tale versione egli è una "variante temporale", prelevata alcuni attimi dopo la sua fuga con il Tesseract in Avengers: Endgame. La trama lo vede entrare in contatto con la TVA (Time Variance Authority) e indagare con loro riguardo ad una sua variante femminile pericolosa che mette a rischio la Sacra Linea Temporale.

### Animazione
- Loki, doppiato in originale da Graham McTavish, compare nel film d'animazione Hulk Vs. Thor e Wolverine[147].
- Una versione adolescenziale del personaggio appare nel film animato Thor: Tales of Asgard[148] doppiata in originale da Rick Gomez.
- Loki è l'antagonista principale del segmento dedicato a Thor di The Marvel Super Heroes.
- Il personaggio, doppiato in originale da John Stephenson, è l'antagonista in un episodio de L'Uomo Ragno e i suoi fantastici amici.
- In un episodio di Super Hero Squad Show, Loki, doppiato in originale da Ted Biaselli, riveste il ruolo di antagonista principale.
- Loki, doppiato in originale da Graham McTavish e in italiano da Roberto Draghetti, è uno degli antagonisti principali della serie animata Avengers - I più potenti eroi della Terra.
- Loki, doppiato in originale da Troy Baker, compare in cinque episodi di Ultimate Spider-Man.
- Baker doppia Loki anche in due episodi di Hulk e gli agenti S.M.A.S.H..
- In quattro episodi di Avengers Assemble Loki, sempre doppiato da Baker, è l'antagonista principale.
- Loki, sempre doppiato da Baker, è l'antagonista principale nella quarta stagione della serie animata Avengers Assemble.
- In LEGO Marvel Super Heroes: Maximum Overload, Loki, doppiato in originale da Troy Baker, è l'antagonista principale.
- Loki, doppiato in originale da Tadashi Muto, è l'antagonista principale dell'anime Disk Wars: Avengers.
- Il personaggio, doppiato in originale da Troy Baker, compare nella serie animata Guardiani della Galassia.
- Loki compare nell'anime Future Avengers, doppiato in originale dallo stesso Tadashi Muto.
- Loki è presente nella serie animata Marvel Super Hero Adventures, doppiato in originale da Matt Cowlrick.
- Loki, doppiato in originale da Tom Hiddleston e in lingua italiana da David Chevalier, compare in The Good, The Bart and The Loki, cortometraggio de I Simpson.
- Loki, doppiato in originale da Tom Hiddleston e in italiano da David Chevalier, fa la sua comparsa in What If...?, serie animata ambientata all'interno del Marvel Cinematic Universe, in onda su Disney+.

### Videogiochi
- Loki appare in Marvel: La Grande Alleanza.
- Loki appare in Marvel Super Hero Squad.
- Loki appare in Thor: God of Thunder, basato sul film del 2011.
- Loki appare in Marvel Super Hero Squad Online.
- Loki appare come personaggio giocabile in Marvel: Avengers Alliance.
- Loki appare come personaggio giocabile in Marvel Avengers: Battle for Earth.
- Loki appare come personaggio giocabile in Marvel Heroes.
- Loki appare come personaggio giocabile in LEGO Marvel Super Heroes[149].
- Loki appare come personaggio giocabile in Marvel: Avengers Alliance Tactics.
- Loki appare come personaggio giocabile in Disney Infinity 2.0: Marvel Super Heroes[150].
- Loki appare come personaggio giocabile in Marvel: Sfida dei campioni.
- Loki appare in LEGO Marvel's Avengers.
- Loki appare come personaggio giocabile in Marvel Future Fight.
- Loki appare in Avengers Academy.
- Loki appare come personaggio giocabile in Marvel Rivals.